# Nandu (ort)
Nandu är en ort i Kina. Den ligger i den autonoma regionen Guangxi, i den södra delen av landet, omkring 260 kilometer öster om regionhuvudstaden Nanning. Antalet invånare är 61 881.
Runt Nandu är det tätbefolkat, med 266 invånare per kvadratkilometer. Det finns inga andra samhällen i närheten. Trakten runt Nandu består till största delen av jordbruksmark.
Genomsnittlig årsnederbörd är 2 303 millimeter. Den regnigaste månaden är maj, med i genomsnitt 367 mm nederbörd, och den torraste är oktober, med 40 mm nederbörd.